# Petar Danov

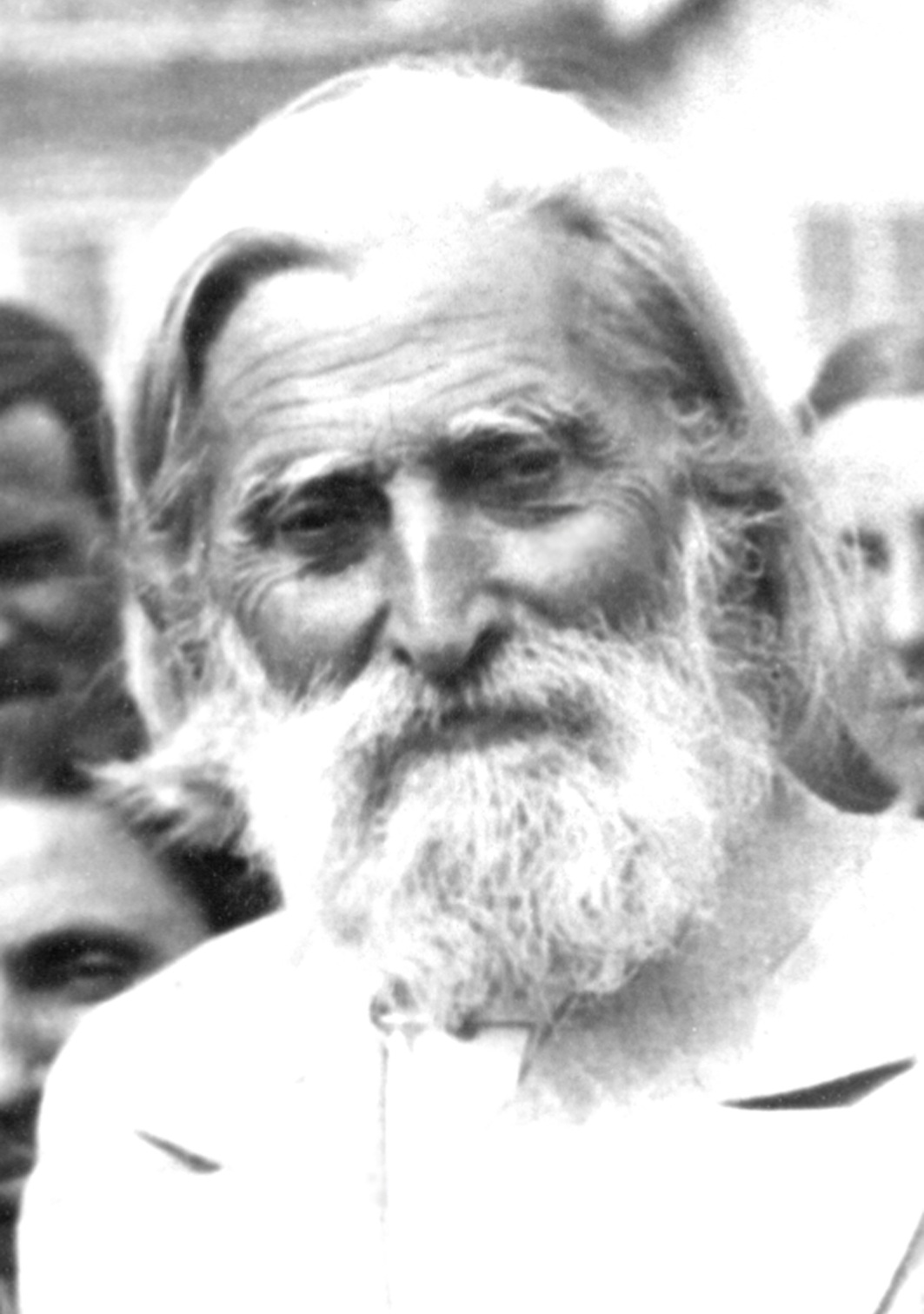
Petar Danov

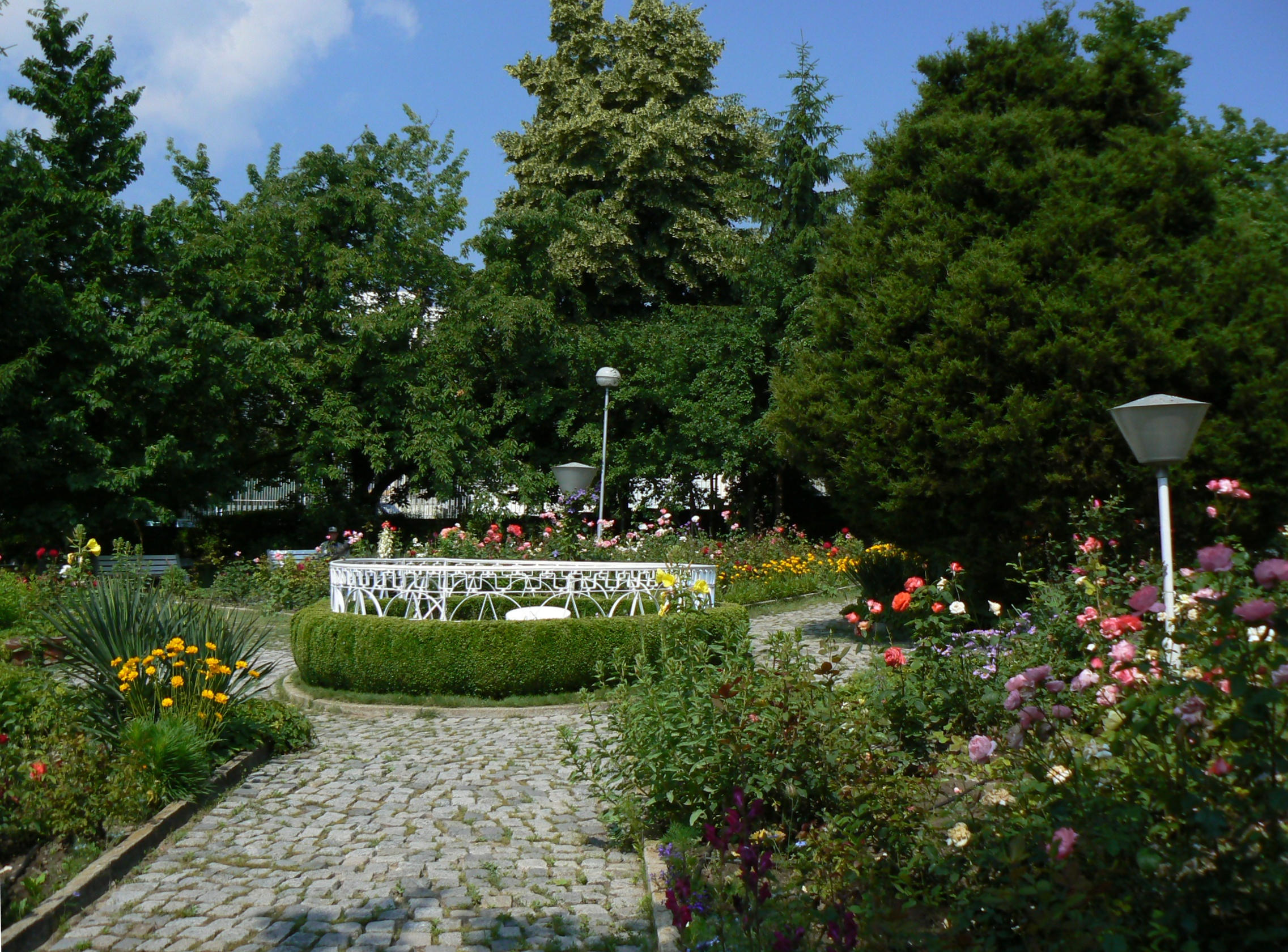
Het park met het graf van Petar Danov op het Izgrevdomein, Sofia

Petar Danov (Bulgaars: Петър Дънов, Petăr Dănov) 11 juli 1864 - 27 december 1944) was een Bulgaars mysticus en spiritueel leraar. Hij richtte de school op van het esoterisch christendom. Hij had contacten met Rudolf Steiner en Jiddu Krishnamurti. Hij stond nogal weigerachtig tegenover de theosofie en de Agni Yogabeweging.
Hij was vooral actief in het Rilagebergte, waar hij een spiritueel centrum had. De beweging die uit zijn leer is ontstaan, is tegenwoordig gekend als de Universele Witte Broederschap. Zijn leer bestond vooral uit het leiden van een rein leven, zowel qua voeding als levensstijl. Voor de gezondheid van ziel en lichaam maakte hij gebruik van de door hem ontwikkelde paneuritmie, een bewegingsleer, die nog steeds in grote groepen wordt beoefend, onder muzikale begeleiding.